# Halloween Night
Halloween Night é o 41º single (43º no total) do grupo japonês AKB48 e o 11º single do JKT48, com lançamento em 26 de Agosto de 2015. A música foi apresentada pela primeira vez no especial The Music Day, exibido em 4 de Julho de 2015 pela Nippon Television. A ex-integrante Mariko Shinoda (graduada em 2013) gostou da música e disse (via Twitter) que pretende aprender os passos da música. O senbatsu foi definido pelo resultado do TOP 16 divulgado na 7ª Eleição Geral, ocorrido em 6 de Junho, com a vencedora Rino Sashihara como center.
Este é o primeiro single do AKB48 com a temática do Dia das Bruxas, por isso o Senbatsu utilizará uniformes relacionados ao tema, como Anjo Negro (Sasshi), Gato Preto (Takamina) e Rainha de Paus (Yukirin). A música segue o mesmo estilo Disco Music de "Koisuru Fortune Cookie". Novamente, Yoshimasa Inoue (também responsável por Kibouteki Refrain e UZA) é o responsável pela música e arranjos. A versão completa da música foi apresentada em 15 de Agosto, no programa AKB48 SHOW, e a MV comleta estreou em 3 de Agosto pelo canal M-On e só estará disponível no canal oficial do YouTube após o lançamento de "Kuchibiru ni Be My Baby", 42° single do grupo, e último single com a Minami Takahashi.
A coreografia foi elaborada por Papaya Suzuki, o mesmo de Koisuru Fortune Cookie (32º Single) e Amai Kousansetsu (Meshibe Ohori). A versão dance lesson também pode ser encontrada no canal oficial do YouTube. Após o lançamento do single, várias outras versões da coreografia, feitas nos mais diferentes lugares, surgiram no YT, entre elas, uma com a personagem Hello Kitty.
Também ganhou uma versão com membros do 48G Staff, no qual inclui o próprio compositor Yoshimasa Inoue.
Além do CD, também estará no formato LP, contendo apenas a faixa principal e a versão karaokê. Será vendida apenas na loja HMV do Japão, tornando a versão em vinil um item de colecionador.
É o penúltimo A-Side com a Minami Takahashi, que se graduou em Março de 2016. Takamina conseguiu 4º lugar, sua melhor colocação em todos os anos em que ela participou do Sousenkyo.
"Yankee Machinegun" é o tema de abertura da quinta temporada de Majisuka Gakuen, que foi transmitida pelo site Hulu. "Gunzō" é o tema de encerramento.
Coincidentemente, o lançamento deste single ocorre 6 anos após "Iiwake Maybe", e 3 após a graduação de Atsuko Maeda. Uma versão feita pelo JKT48 será lançada no mesmo dia que o AKB48, assim como foi em "Koi Suru Fortune Cookie". Uma versão em mandarim feita pelo SNH48 foi liberada em 12 de outubro de 2015.
Vendeu 1.187.633 cópias no dia do lançamento, tornando-se o 22º single a vender mais de 1 milhão de cópias e o 28º a atingir o primeiro lugar desde o single "River". Este foi o 21º e último single consecutivo a vender mais de 1 milhão de cópias na primeira semana desde "Sakura no Ki ni Narō", pois o single seguinte, Kuchibiru ni Be My Baby, não conseguiu manter a sequência e vendeu apenas 900 mil cópias em uma semana.

## Senbatsu
Halloween Night
- Rino Sashihara (#01, center) - HKT48 Team H; Anjo Negro
- Yuki Kashiwagi (#02) - NGT48 Team N III/AKB48 Team B; Rainha de Paus
- Mayu Watanabe (#03) - AKB48 Team B; Boneca
- Minami Takahashi (#04) - AKB48 Team A/Soukantoku; Gato Preto
- Jurina Matsui (#05) SKE48 Team S; Little Demon
- Sayaka Yamamoto (#06) NMB48 Team N; Chapeleiro
- Sakura Miyawaki (#07) HKT48 Team K IV/AKB48 Team A; Joker
- Sae Miyazawa (#08) SNH48 Team S II; Franken
- Haruka Shimazaki (#09) AKB48 Team A; Princesa Esqueleto
- Yui Yokoyama (#10) AKB48 Team A; Demônio Pirata
- Rie Kitahara (#11) NGT48 Team N III; Pirata
- Miyuki Watanabe (#12) NMB48 Team B III/AKB48 Team B; Aries Zumbi
- Kaori Matsumura (#13) SKE48 Team K II; Múmia Prisioneira
- Akane Takayanagi (#14) SKE48 Team K II; Black Lolita 1
- Aya Shibata (#15) SKE48 Team E; Black Lolita 2
- Tomu Muto (#16) AKB48 Team K; Lobisomem

## Ligações Externas
- Stage48 - Informações sobre o 41º single (em inglês)
- Site oficial do AKB48 (em japonês)
- Site oficial do AKB48 SHOW! (em japonês)